# チスラン (小惑星)
チスラン (3663 Tisserand) は小惑星帯に位置する小惑星。ローウェル天文台でエドワード・ボーエルが発見した。
フランスの天文学者フェリックス・チスラン（François Félix Tisserand、1845年 - 1896年）に因んで命名された。